# Geostachys penangensis
Geostachys penangensis är en enhjärtbladig växtart som beskrevs av Henry Nicholas Ridley. Geostachys penangensis ingår i släktet Geostachys och familjen Zingiberaceae. Inga underarter finns listade i Catalogue of Life.